# Przesmyk Koreański
Przesmyk Koreański – obszar w Korei Północnej, w miejscu gdzie półwysep zwęża się do ok. 160 km, pomiędzy Zatoką Zachodniokoreańską a Zatoką Wschodniokoreańską. Zachodnia część przylądka ma charakter nizinny, w części środkowej znajduje się pasmo górskie Puktaebong.